# NGC 5645
NGC 5645 est une galaxie spirale barrée située dans la constellation de la Vierge. Sa vitesse par rapport au fond diffus cosmologique est de 1 601 ± 16 km/s, ce qui correspond à une distance de Hubble de 23,6 ± 1,7 Mpc (∼77 millions d'al). NGC 5645 a été découverte par l'astronome germano-britannique William Herschel en 1784.
La classe de luminosité de NGC 5645 est IV et elle présente une large raie HI.
En raison d'une brillance de surface égale à 14,05 mag/am2, on peut qualifier NGC 5645 de galaxie à faible brillance de surface (LSB en anglais pour low surface brightness). Les galaxies LSB sont des galaxies diffuses (D) avec une brillance de surface inférieure de moins d'une magnitude à celle du ciel nocturne ambiant.
À ce jour, une vingtaine de mesures non basées sur le décalage vers le rouge (redshift) donnent une distance de 17,170 ± 4,139 Mpc (∼56 millions d'al), ce qui est tout juste à l'extérieur des valeurs de la distance de Hubble. Cependant, cette galaxie est relativement rapprochée du Groupe local. On obtient souvent des distances assez différentes pour les galaxies rapprochées en se basant sur le décalage en raison du mouvement propre de ces galaxies dans le groupe où l'amas où elles sont situées. Cette valeur est peut-être plus près de la distance réelle de cette galaxie. Notons que c'est avec la valeur moyenne des mesures indépendantes, lorsqu'elles existent, que la base de données NASA/IPAC calcule le diamètre d'une galaxie.

## NGC 5645 et l'amas de la Vierge III
Selon le site Web « Un Atlas de l'Univers » écrit par Richard Powell, l'amas de la Vierge III renferme huit groupes de galaxies (de NGC 5248, de NGC 5364, de NGC 5506, de NGC 5566, de NGC 5638, de NGC 5746, de NGC 5775 et de NGC 5846) ainsi que 13 galaxies qui ne font pas partie de ces groupes. NGC 5645 est l'une de ces galaxies.